# Nebrioporus martinii
Nebrioporus martinii là một loài bọ cánh cứng trong họ Bọ nước. Loài này được Fairmaire miêu tả khoa học năm 1858.